# FK Naša Krila Zemun
FK Naša Krila Zemun (serb. cyr. ФК Haшa кpилa Зeмун) – jugosłowiański klub piłkarski, mający siedzibę w dzielnicy Zemun, w stolicy kraju, mieście Belgrad, działający w latach 1947–1950.

## Historia
Chronologia nazw:
- 1947: FK Naša Krila Zemun (serb. ФК Haшa кpилa Зeмун)
- 1950: klub rozwiązano

Klub piłkarski Naša Krila został założony w Zemunie w 1947 roku po zakończeniu II wojny światowej jako zespół Jugosłowiańskich Sił Powietrznych. Zaraz po utworzeniu zespół został zakwalifikowany do Drugiej saveznej ligi mistrzostw Jugosławii (D2). W sezonie 1947/48 debiutował w drugiej lidze mistrzostw Jugosławii, zajmując trzecie miejsce w końcowej klasyfikacji i zdobywając awans do pierwszej ligi. W następnym sezonie 1948/49 zespół startował w Prvej saveznej lidze, kończąc rozgrywki wśród najsilniejszych klubów w kraju na piątym miejscu. W sezonie 1950 zespół zajął szóste miejsce wśród 10 drużyn, ale po zakończeniu sezonu został rozwiązany.
Klub brał udział w pierwszej edycji Pucharu SFR Jugosławii, które odbyło się w 1947 roku. Od etapu 1/16 finału udało się dotrzeć do finału, który odbył się w Belgradzie na stadionie Partizana przed 50 000 widzów i zakończył się wynikiem 2:0 na korzyść gospodarzy klubu FK Partizan. W następnym roku klub dotarł do półfinału, gdzie w zaciętej walce przegrał z Czerwoną zvezdą z wynikiem 3:4. W 1949 roku klub ponownie dotarł do finału Pucharu Jugosławii i ponownie przegrał z Czerwoną zvezdą z wynikiem 2:3.

## Barwy klubowe, strój, herb, hymn
|  |  |  |

Klub ma barwy niebiesko-biało-czerwone. Piłkarze domowe spotkania zazwyczaj grają w niebieskich koszulkach, białych spodenkach oraz niebieskich getrach.

## Sukcesy

### Trofea międzynarodowe
Do chwili obecnej klub jeszcze nigdy nie zakwalifikował się do rozgrywek europejskich.

### Trofea krajowe
| \| \| Zdobyte trofea w rozgrywkach Jugosławii (stan na: 31-05-1991) \| |                                                               |      |            |
| Rozgrywki                                                              | Osiągnięcie                                                   | Razy | Sezon(y)   |
| Mistrzostwo                                                            | I miejsce                                                     | 0    |            |
| Mistrzostwo                                                            | II miejsce                                                    | 0    |            |
| Mistrzostwo                                                            | III miejsce                                                   | 0    |            |
| Mistrzostwo                                                            | 5.miejsce                                                     | 1    | 1948/49    |
| Puchar                                                                 | zdobywca                                                      | 0    |            |
| Puchar                                                                 | finalista                                                     | 2    | 1947, 1949 |
| II liga                                                                | I miejsce                                                     | 0    |            |
| II liga                                                                | II miejsce                                                    | 0    |            |
| II liga                                                                | III miejsce                                                   | 1    | 1947/48    |
|                                                                        | Zdobyte trofea w rozgrywkach Jugosławii (stan na: 31-05-1991) |      |            |

## Poszczególne sezony
| Sezon   | Liga                           | M                              | Z                              | R                              | P                              | B+                             | B–                             | Pkt                            | Poz                            | Puchar                         | R.                             | W.                             | R.                             | W.                             | Piłkarz                        | Br.                            | Uwagi                          |
| Sezon   | Mistrzostwa krajowe            | Mistrzostwa krajowe            | Mistrzostwa krajowe            | Mistrzostwa krajowe            | Mistrzostwa krajowe            | Mistrzostwa krajowe            | Mistrzostwa krajowe            | Mistrzostwa krajowe            | Mistrzostwa krajowe            | Puchar                         | Inne puchary krajowe           | Inne puchary krajowe           | Puchary między- narodowe       | Puchary między- narodowe       | Król strzelców                 | Król strzelców                 | Uwagi                          |
| ------- | ------------------------------ | ------------------------------ | ------------------------------ | ------------------------------ | ------------------------------ | ------------------------------ | ------------------------------ | ------------------------------ | ------------------------------ | ------------------------------ | ------------------------------ | ------------------------------ | ------------------------------ | ------------------------------ | ------------------------------ | ------------------------------ | ------------------------------ |
| 1947    | założono FK Naša Krila (Zemun) | założono FK Naša Krila (Zemun) | założono FK Naša Krila (Zemun) | założono FK Naša Krila (Zemun) | założono FK Naša Krila (Zemun) | założono FK Naša Krila (Zemun) | założono FK Naša Krila (Zemun) | założono FK Naša Krila (Zemun) | założono FK Naša Krila (Zemun) | założono FK Naša Krila (Zemun) | założono FK Naša Krila (Zemun) | założono FK Naša Krila (Zemun) | założono FK Naša Krila (Zemun) | założono FK Naša Krila (Zemun) | założono FK Naša Krila (Zemun) | założono FK Naša Krila (Zemun) | założono FK Naša Krila (Zemun) |
| 1947    | nie uczestniczył               |                                |                                |                                |                                |                                |                                |                                |                                | 2                              |                                |                                |                                |                                |                                |                                |                                |
| 1947/48 | Druga savezna liga             | 20                             | 13                             | 3                              | 4                              | 54                             | 33                             | 29                             | 3                              | 1/2 f                          |                                |                                |                                |                                |                                |                                |                                |
| 1948/49 | Prva savezna liga              | 18                             | 6                              | 4                              | 8                              | 32                             | 28                             | 16                             | 5                              | 2                              |                                |                                |                                |                                |                                |                                |                                |
| 1949/50 | Prva savezna liga              | 18                             | 5                              | 4                              | 9                              | 18                             | 29                             | 14                             | 6                              | 1/32 f                         |                                |                                |                                |                                |                                |                                |                                |
| 1950    | klub rozwiązano                | klub rozwiązano                | klub rozwiązano                | klub rozwiązano                | klub rozwiązano                | klub rozwiązano                | klub rozwiązano                | klub rozwiązano                | klub rozwiązano                | klub rozwiązano                | klub rozwiązano                | klub rozwiązano                | klub rozwiązano                | klub rozwiązano                | klub rozwiązano                | klub rozwiązano                | klub rozwiązano                |

### Rozgrywki międzynarodowe

#### Europejskie puchary
Nie uczestniczył w rozgrywkach europejskich.

### Rozgrywki krajowe
| \| \| Bilans występów klubu w rozgrywkach piłkarskich Jugosławii (Stan na 31 maja 1991 r.) \| |                                                                                      |        |       |   |   |   |    |    |     |           |        |        |      |
| Poziom                                                                                        | Rozgrywki                                                                            | Sezony | Mecze | Z | R | P | B+ | B– | Pkt | Lata      | Awanse | Spadki | Naj. |
| I                                                                                             | Prva savezna liga                                                                    | 2      |       |   |   |   |    |    |     | 1948–1950 | 0      | 1      | 5    |
| II                                                                                            | Druga savezna liga                                                                   | 1      |       |   |   |   |    |    |     | 1947/48   | 1      | 0      | 3    |
|                                                                                               | Puchar Jugosławii                                                                    | 4      |       |   |   |   |    |    |     | 1947–1950 | 0      | 0      | 2    |
|                                                                                               | Bilans występów klubu w rozgrywkach piłkarskich Jugosławii (Stan na 31 maja 1991 r.) |        |       |   |   |   |    |    |     |           |        |        |      |

## Piłkarze, trenerzy, prezydenci i właściciele klubu

### Trenerzy
- 1947–1950:  N. Radosavljević

## Struktura klubu

### Stadion
Klub piłkarski rozgrywał swoje mecze domowe na stadionie w dzielnicy Zemun w Belgradzie.

## Kibice i rywalizacja z innymi klubami

### Derby
- FK Partizan
- FK Crvena zvezda
- Metalac/BSK Belgrad